# Stenactyla striata
Stenactyla striata es una especie de coleóptero de la familia Scirtidae.

## Distribución geográfica
Habita en Mozambique.